# Казачий (Алтайский край)
Каза́чий — посёлок в Первомайском районе Алтайского края России. Входит в состав Боровихинского сельсовета.

## География
По территории посёлка протекает река Повалиха.
Уличная сеть
В посёлке 9 улиц.
Расстояние до
- районного центра Новоалтайск: 16 км.
- краевого центра Барнаул: 20 км.

Ближайшие населенные пункты
Лесной 1 км, Боровиха 2 км, Октябрьское 4 км, Повалиха 4 км, Октябрьское 4 км, Зудилово 5 км, Сибирский 7 км, Костяки 7 км, Кислуха 9 км.
Климат
Климат континентальный. Продолжительность периода с устойчивым снежным покровом составляет 160—170 дней, абсолютный минимум температуры воздуха достигает −50 °C. Средняя температура января −19,9 °C, июля +19 °C. Безморозный период длится 110—115 дней, абсолютный максимум температуры воздуха достигает +33-35 °C. Годовое количество атмосферных осадков — 360 мм.

## История
Поселок Казачий Первомайского района был образован 25 мая 1918 года переселенцами из Пензенской губернии. Привлеченные рассказами о плодородных землях, богатых рыбой реках, тринадцать семей решили переселиться из центральной России и обосноваться вблизи реки Повалиха.
Жители занимались земледелием, корчевали пни, местность и поселение называли Казачья Оброчная Статья, затем наименование трансформировалось поселение Казачий. В Списке населенных мест Сибирского края 1928 года поселок имеет название Казачёк, число проживающих — 3212 человек.

## Население
| 1997 | 1998 | 1999 | 2000 | 2001 | 2002 | 2003 |
| ---- | ---- | ---- | ---- | ---- | ---- | ---- |
| 845  | ↗869 | ↘850 | ↘811 | ↗815 | ↗833 | ↗897 |
| 2004 | 2005 | 2006 | 2007 | 2008 | 2009 | 2010 |
| ↗919 | ↗949 | ↗972 | ↘956 | ↘947 | ↘859 | ↘846 |
| 2011 | 2012 | 2013 |      |      |      |      |
| ↘845 | ↗894 | ↗919 |      |      |      |      |

## Инфраструктура
- ТОО «Капитал» — разведение крупного рогатого скота.
- ООО «Околомолоко» — производство машин и оборудования для производства пищевых продуктов, напитков и табачных изделий.
- ООО «Профстрой» — строительство и ремонт.
- ООО «Кедр» — техническое обслуживание и ремонт автотранспортных средств.
- ООО «Мигор» — торговля и производство металлических изделий.
- Сеть предприятий розничной торговли — ООО «Промторг», ООО «Новь», ООО «Лад» и другие.
- МКОУ «Казачинская ООШ».
- ООО "Санаторий-профилакторий «Гренада» — детский оздоровительный лагерь «Берёзка»[8].

## Транспорт
Село соединяет с районным и областным центром федеральная автомагистраль Р-256 Чуйский тракт (Новосибирск—Бийск—Ташанта) и сеть региональных автодорог. В посёлке находится остановочный пункт «Казачий», остановка междугороднего транспорта. Ближайшая крупная железнодорожная станция находится в городе Новоалтайск.